# Museo Erland Lee
El museo Erland Lee es un sitio histórico nacional de Canadá y se encuentra en la cresta de la escarpa de Niagara, en Stoney Creek, Ontario. Es una granja que originalmente pertenece a Erland y Janet Lee, el museo es reconocido como el lugar de nacimiento de los Institutos de las primeras mujeres, una organización internacional creada en 1897 para promover la educación de las mujeres rurales aisladas.
La parte más antigua de la casa, una cabaña de madera, data de 1808. Una adición fue construida en la cabaña de madera en 1873, en estilo gótico, parte de la tradición arquitectónica del renacimiento gótico.
La familia Lee vivió en la casa desde 1808 hasta 1971, cuando fue vendida al Instituto de la Mujer. Su designación histórica fue otorgada en 1961 por el Instituto de la Mujer del Sur Wentworth. En 1972, la casa fue abierta al público como museo, y desde entonces ha sido propiedad del Instituto de la Mujer de Ontario. En 1995, el museo fue designado como una casa histórica, en virtud de la Ley de Patrimonio de Ontario, y en 2003, el museo fue concedido como un sitio histórico nacional de Canadá.
El museo consta de tres plantas de estilo victoriano, con muebles originales y un mobiliario, con un énfasis en la historia de la familia Lee y los hechos que rodearon la fundación de 1897, del Instituto de la Mujer. Por ejemplo, la mesa del comedor en la que Janet Lee escribió la primera constitución del Instituto de la Mujer sigue en pie en su ubicación original. La casa rural se complementa con una cochera de 1873, que contiene dos pisos de exposiciones de historia local.